# Greg Tarzan Davis
Gregory Davis, Jr. (nacido el 25 de septiembre de 1993), más conocido como Greg Tarzan Davis, es un actor estadounidense. Nacido en Nueva Orleans, comenzó en el teatro, se mudó a Los Ángeles y comenzó su carrera como actor. En el 2022, interpretó el papel de Javy "Coyote" Machado en la película Top Gun: Maverick. En el 2021, recibió un papel recurrente en la serie Grey's Anatomy de ABC. También tuvo un papel secundario en la película de terror Tales from the Hood 2 (2018).

## Primeros años y educación
Gregory Davis Jr. nació el 25 de septiembre de 1993 en Nueva Orleans. Nació de Gregory Davis, Sr. y Colette Butler. Su padre era boxeador, mientras que su madre trabajaba en telecomunicaciones. Él tiene una gran familia. Se graduó de la escuela secundaria Edna Karr en el 2011 y fue corredor en el equipo de fútbol. Davis asistió a la Universidad Estatal de Luisiana en Baton Rouge, donde se especializó en educación primaria y enseñanza. Primero se inscribió en la facultad de odontología en LSU, pero después de su primer año, decidió cambiar de especialidad. Davis se graduó en 2015.

## Carrera
Mientras asistía a LSU, Davis comenzó su carrera en las redes sociales publicando videos cómicos en las plataformas de Instagram y Vine haciendo sketches y videos de comedia. Publicó bajo el seudónimo de "TheRealTarzan".
Davis creó una telenovela semanal en Instagram titulada Living with Jane y la siguió con una secuela, Living with Jane 2. Davis escribió, produjo, grabó y actuó como todos los personajes de la telenovela semanal.
En su último semestre en la universidad, Davis comenzó a actuar y protagonizó una producción teatral de LSU de By the Way, Meet Vera Stark interpretando el personaje de Leroy Barksdale. Después de graduarse en 2015, Davis comenzó como maestro de escuela primaria para la escuela de laboratorio de la Universidad Estatal de Luisiana enseñando a estudiantes de 1.° a 3.° grado. Davis decidió dedicarse a la actuación después de que "me di cuenta de que era hora de cambiar de carrera después de predicarles a mis alumnos que debían seguir sus sueños sin importar nada". Después de casi dos años de enseñanza, Davis cambió su enfoque a la actuación. Davis ha trabajado como modelo con empresas como Nike y Coca-Cola.
Comenzó a actuar en varias obras de teatro y películas en toda el área de Nueva Orleans. Consiguió un papel invitado como Reece en la exitosa serie de televisión Chicago P.D. en el 2017.

### Actuación
En 2018, Davis se mudó a Los Ángeles para concentrarse en su carrera como actor. Interpretó a Kahad en la película de antología de terror y comedia Tales from the Hood 2. Davis apareció recientemente en Good Trouble de Freeform y tuvo un papel de estrella invitada en All Rise de CBS.
En mayo de 2021, Davis firmó con ICM Partners.
En diciembre de 2021, se anunció que Davis se había unido al elenco de la serie dramática médica de ABC Grey's Anatomy. Fue su primer papel importante; interpreta al Dr. Jordan Wright, que es de Minnesota, el favorito del Dr. Nick Marsh (Scott Speedman), y se cruza con el personaje principal Meredith Gray (Ellen Pompeo).
Aparece en Top Gun: Maverick. Davis también trabajó con Tom Cruise, un amigo suyo, en Misión imposible: sentencia mortal - Parte 1.

## Vida personal
Davis tiene un plan de entrenamiento complejo y disfruta hornear y cocinar.

## Filmografía

### Películas
| Año  | Título                             | Papel                          | Notas                  |
| ---- | ---------------------------------- | ------------------------------ | ---------------------- |
| 2017 | Woke                               | Brandon Ferguson               | Cortometraje           |
| 2017 | Controversy                        | Pharaoh Pittman                | Película de televisión |
| 2018 | Tales from the Hood 2              | Kahad                          | Película de televisión |
| 2020 | The Call of the Wild               | Orchard Worker                 |                        |
| 2022 | Top Gun: Maverick                  | Teniente Javy "Coyote" Machado | [ 8 ]                  |
| 2023 | Misión imposible: Sentencia mortal | Degas                          |                        |
| 2025 | Misión imposible: Sentencia final  | Degas                          | En filmación           |

### Series de televisión
| Año          | Título         | Papel             | Notas                                                                   |
| ------------ | -------------- | ----------------- | ----------------------------------------------------------------------- |
| 2017         | Chicago P.D.   | Reece             | Episodio: "Don't Bury This Case"                                        |
| 2019         | Grand Hotel    | Jones             | Episodio: "Curveball"                                                   |
| 2020         | All Rise       | Freddie Davidson  | Episodio: "The Tale of Three Arraignments"                              |
| 2020-21      | Good Trouble   | Zion              | Episodios: "Truths and Dares", "Trap Heals", "Capoeira" (sin acreditar) |
| 2021–present | Grey's Anatomy | Dr. Jordan Wright | Recurrente                                                              |